# Kemse
Kemse é um município da Hungria, situado no condado de Baranya. Tem 8,96 km² de área e sua população em 2019 foi estimada em 59 habitantes.